# 大阪空港訴訟

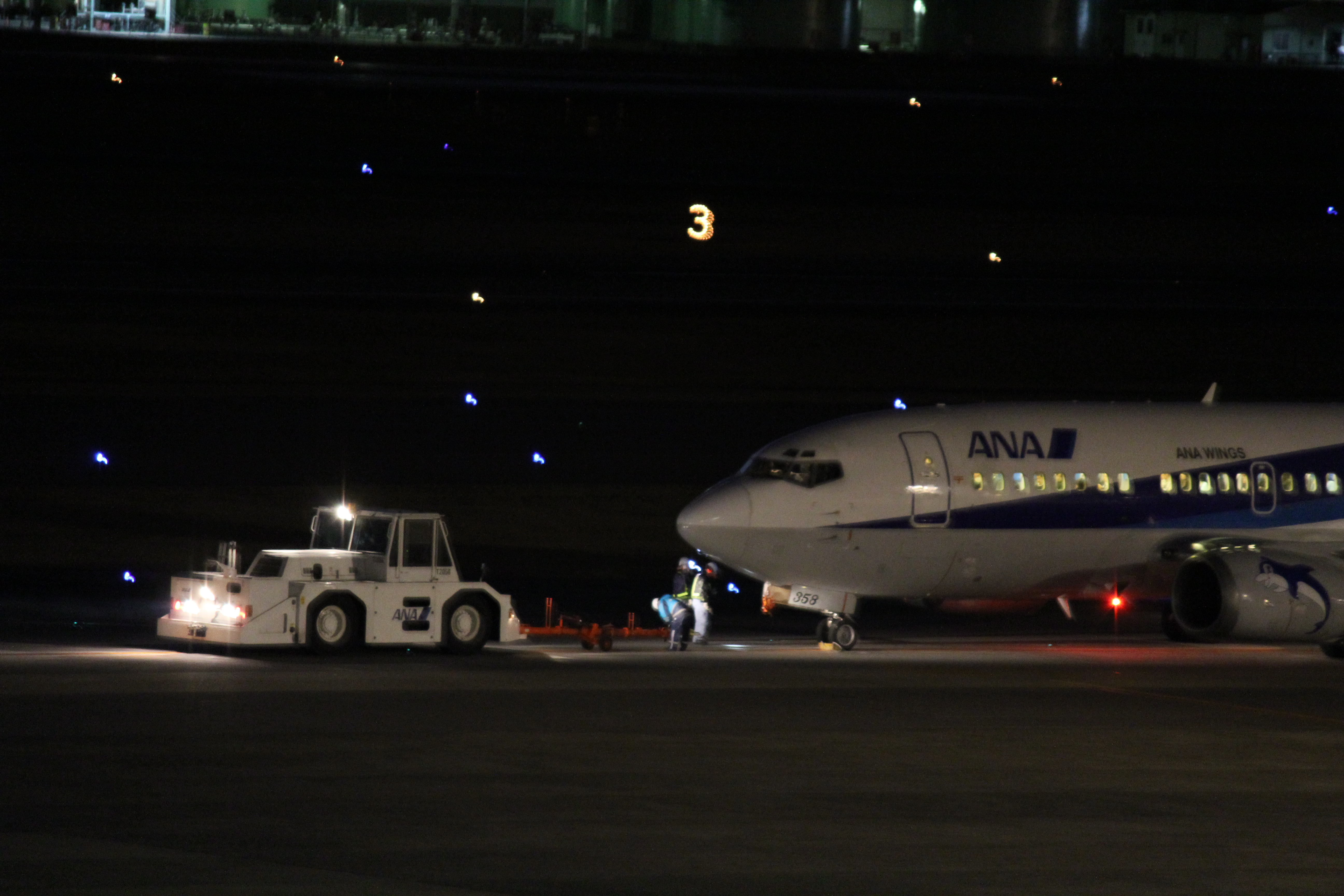
夜の大阪空港

大阪空港公害訴訟（おおさかくうこうこうがいそしょう）とは、大阪国際空港（伊丹空港）の付近住民が、飛行機の騒音公害に悩まされたため、空港の夜間利用差し止め等を求めた日本の民事訴訟である。最高裁判所昭和56年12月16日確定判決。

## 概要
1969年12月14日、国営空港たる大阪国際空港に対して、騒音公害被害に遭った伊丹空港周辺住民28人が、日本政府を相手取り、
1. 夜間空港使用の差し止め
2. 過去の損害賠償
3. 将来の損害賠償

を求めて提訴した。
一審（大阪地方裁判所）では1の一部及び2を認めた。二審（大阪高等裁判所）では原告敗訴部分を破棄し、請求を全面的に認容した。日本国政府が上告した。最高裁での審理においては、塩野宜慶裁判官は法務事務次官の経験があったことから回避した。

## 最高裁判所判決
1. 差し止め請求は原判決破棄、第1審判決取消し、訴え却下。
2. 過去の損害賠償は上告棄却（請求認容）。
3. 将来の損害賠償は原判決破棄、第1審判決取消し、訴え却下。

- 国営空港には国の航空行政権が及ぶため、民事訴訟の対象にならない。
- 過去の損害は特別の犠牲により成り立つものであり、国家賠償法第2条の適用が認められる。
- しかし、将来の損害については程度の確定が困難であり、請求は認められない。

## 論点別裁判官の判断
- 差し止め請求について(10-4)
  - 少数意見:団藤重光、環昌一、中村治郎、木下忠良

- 国家賠償法2条1項の適用の可否、陳述書による被害認定の可否、空港の設置に関する利益衡量(10-4)
  - 少数意見:栗本一夫、藤崎萬里、本山亨、横井大三

- 危険への接近理論の適用範囲(9-5)
  - 少数意見:団藤重光、環昌一、中村治朗、木下忠良、伊藤正己

- 将来の損害賠償の可否(13-1)
  - 少数意見:団藤重光

## 判決への批判
「航空行政権」という文言を出して民事訴訟による救済が不適当であるとした判旨には批判が強い。阿部泰隆は本判決を権利救済を阻害する先例を作った判例として厳しく批判し、「最高の名に値する裁判所であろうか」と嘆じた。
判事の中で複数の少数意見を書いた団藤重光は訴訟の経緯を記したノートを残しており、没後の2023年4月に公表された内容には、第一小法廷で審理されていた段階では差し止めを認めた2審判決を追認する方向だったが、被告の国が大法廷での審理を求める上申書が出された際、元最高裁判所長官の村上朝一から大法廷で審理するよう電話があったと第一小法廷の裁判長から聞き、「この種の介入は怪（け）しからぬことだ」と記していた。この団藤のノートについては、同月放映されたETV特集でも取り上げられた。

## その後
21時以降7時までの航空機の発着取りやめは維持された。1994年（平成6年）の関西国際空港の開港により、大阪（伊丹）空港を廃港にするか、日本国政府や立地自治体で議論があったが、国の空港行政の方針で、同空港は引き続き利用されることになった。
1980年（昭和55年）、空港廃止の調停が原告と成立。1989年（平成元年）には、伊丹市市長矢埜與一が大阪（伊丹）空港の存続を認める見解を表明した。2007年（平成19年）には、それまでの方針であった1973年（昭和48年）の伊丹市議会決議「大阪空港撤去都市宣言」からの方針転換となる「大阪空港と共生する都市宣言」が採択され、空港ターミナルビルのロータリー前に掲示されていた「大阪空港撤去都市宣言」の看板も撤去された。

## 逸話
- 当初は第一小法廷で判決を出す予定だったが、岡原昌男最高裁長官が大法廷での審理とすることを第一小法廷の裁判長である岸上康夫に告げたことがきっかけで、大法廷に回付されることになった[7]。
- 当時の最高裁調査官であった木谷明によると、この訴訟が行き詰まったことにより、四畳半襖の下張事件を大法廷に回付することができなかった[8]。

## 判例評釈
- 阿部泰隆「民事訴訟と行政訴訟─大阪空港事件」『民事訴訟法判例百選I』8頁（有斐閣、1998年）
- 原田尚彦「空港公害と被害者救済」『行政判例百選II』336頁（有斐閣、1999年）
- 戸波江二「空港の騒音公害と人格権─大阪空港公害訴訟」『憲法判例百選I』58頁（有斐閣、2000年）